# Християнство в Саудівській Аравії
Християнство в Саудівській Аравії — одна із світових релігій у Саудівській Аравії.
За деякими оцінками, до 1,2 млн (4,4%) жителів Саудівської Аравії (включаючи громадян та іноземців) — християни. З них 1,05 млн — католики, 100 тис — протестанти, 50 тис — послідовники Орієнтальної православної церкви (що живуть на узбережжі Червоного моря етнічні копти, ефіопи та еритрейці).

## Історія
Деякі регіони нинішньої Саудівської Аравії (наприклад, регіон Наджран) були переважно населені християнами аж до VII—X століття, коли вони або перейшли в іслам, були вигнані або платили джизію.
Деякі арабські племена Аравії (Бану Таглиб, Бану Тамім) також сповідували християнство, але пізніше під тиском мусульман переселилися до Сирії та Іраку, оскільки не платили джизью.

## Сучасне становище
У Саудівській Аравії заборонено публічно сповідувати християнство, всі громадяни цієї країни мають бути мусульманами. Релігійна поліція (Мутавін) слідкує за виконанням законодавства про релігію. Громадяни Саудівської Аравії, які перейшли в християнство або будь-яку іншу релігію, засуджуються до страти.
Більшість християн Саудівської Аравії — громадяни іноземних держав. Проводити відкриті богослужіння у країні заборонено навіть іноземцям. Неофіційне проведення християнських обрядів, богослужінь практикується у приватних будинках, приватних навчальних закладах. Держава забороняє в'їзд у країну іноземних християнських священників, а також поширення християнської літератури.

### Католицизм

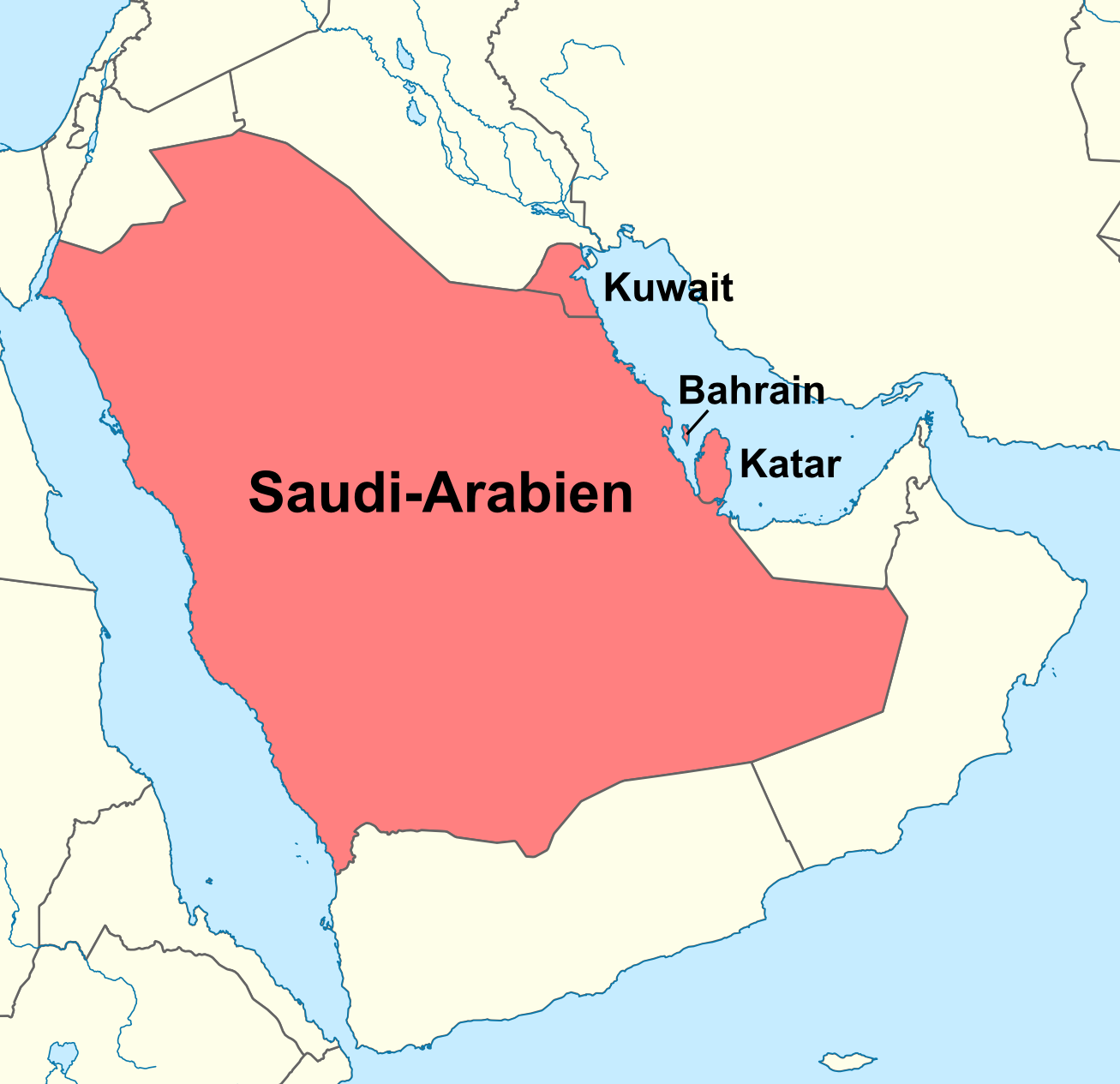
Карта юрисдикції апостольського вікаріату Північної Аравії

У 1953 році Святий Престол заснував апостольську префектуру Кувейту, яка у 1954 році була перетворена на апостольський вікаріат. У 2011 році апостольський вікаріат Кувейту був перейменований на апостольський вікаріат Північної Аравії. До 2012 року центр апостольського вікаріату знаходився у місті Кувейт, після чого був переведений до міста Манама. Під юрисдикцією апостольського вікаріату Північної Аравії знаходяться католики, що проживають у Саудівській Аравії, Бахрейні, Катарі та Кувейті. З 2005 року єпископом є Камілло Баллін.
У 2007 році Папа римський Бенедикт XVI зустрічався з королем Саудівської Аравії, обговорював питання становища християн у цій країні.

### Протестанти
Через підпільне становище протестантів, достовірних даних про їхнє служіння в країні немає. Тим не менш, видання «Операція світ» містить інформацію про одну англіканську і 128 протестантських громад в країні в 2000 році.
За оцінками, до 100 тис. жителів Саудівської Аравії є протестантами (2010). З них 88,6 тис. осіб належать до різних євангельських церков. Найбільшу конфесійну групу представляють п'ятдесятники та нохаризматисти (83 тис), насамперед це вихідці з Філіппін, Індії, Кореї, Ефіопії та Еритреї. Чисельність англікан оцінюється у 2 тис. людин, більшість із них — британці. Серед корейців та американців є пресвітеріани.

### Інші конфесії
Серед іммігрантів з Єгипту, Ефіопії, Еритреї та Лівану є прихильники Орієнтальних православних церков (50 тис) — Коптської, Ефіопської, Еритрейської та Сиро-Яковітської.